# Trindade (ort i Brasilien, Pernambuco, Trindade, lat -7,76, long -40,27)
Trindade är en ort i Brasilien.   Den ligger i kommunen Trindade och delstaten Pernambuco, i den östra delen av landet, 1 200 km nordost om huvudstaden Brasília. Trindade ligger 523 meter över havet och antalet invånare är 19 313.
Terrängen runt Trindade är platt. Trindade är det största samhället i trakten.
Omgivningarna runt Trindade är huvudsakligen savann. Runt Trindade är det ganska glesbefolkat, med 26 invånare per kvadratkilometer.